# Сражение при Эликсеме
Сражение при Эликсеме (анг. Battle of Elixheim), также известное как Проход линий Брабанта — одно из сражений Войны за испанское наследство, которое состоялось 18 июля 1705 года. Герцог Мальборо успешно прорвал французские линии Брабанта — дугу оборонительных полевых укреплений, простирающуюся на семьдесят миль от Антверпена до Намюра. Хотя он не смог заставить противника вступить в сражение, прорыв и последующее разрушение линий будет иметь решающее значение для победы союзников при Рамильи в следующем году.

## Перед сражением
В начале кампании Марлборо пытался вторгнуться во Францию через долину Мозеля. Эти усилия были остановлены из-за нехватки снабжения и из-за отличной оборонительной позиции французов перед Сьерком. Мальборо был отозван правительством Соединённых провинций, когда маршал Вильруа атаковал и взял крепость Юи и угрожал Льежу. Поспешив обратно к Нидерландам и вынудив Вильруа отступить за свою линию обороны, Мальборо вернул Юи, а затем планировал прорваться через линии, чтобы заставить Вильруа вступить в сражение.
Накануне сражения, 17 июля, голландские войска в составе 22 батальонов и 30 эскадронов под командованием Нуаеля и Хомпеша атаковали замок Ванген. Замок, занятый 30 французами, был быстро взят, и французские линии также не оказали большого сопротивления, так как противник не знал о наступлении голландцев. Вечером 17 июля Мальборо также отправил голландские войска маршала Оверкирка на юг в сторону Намюра, тем самым стараясь увлечь за нам армию Вильруа, насчитывавшую 40 000 человек. 

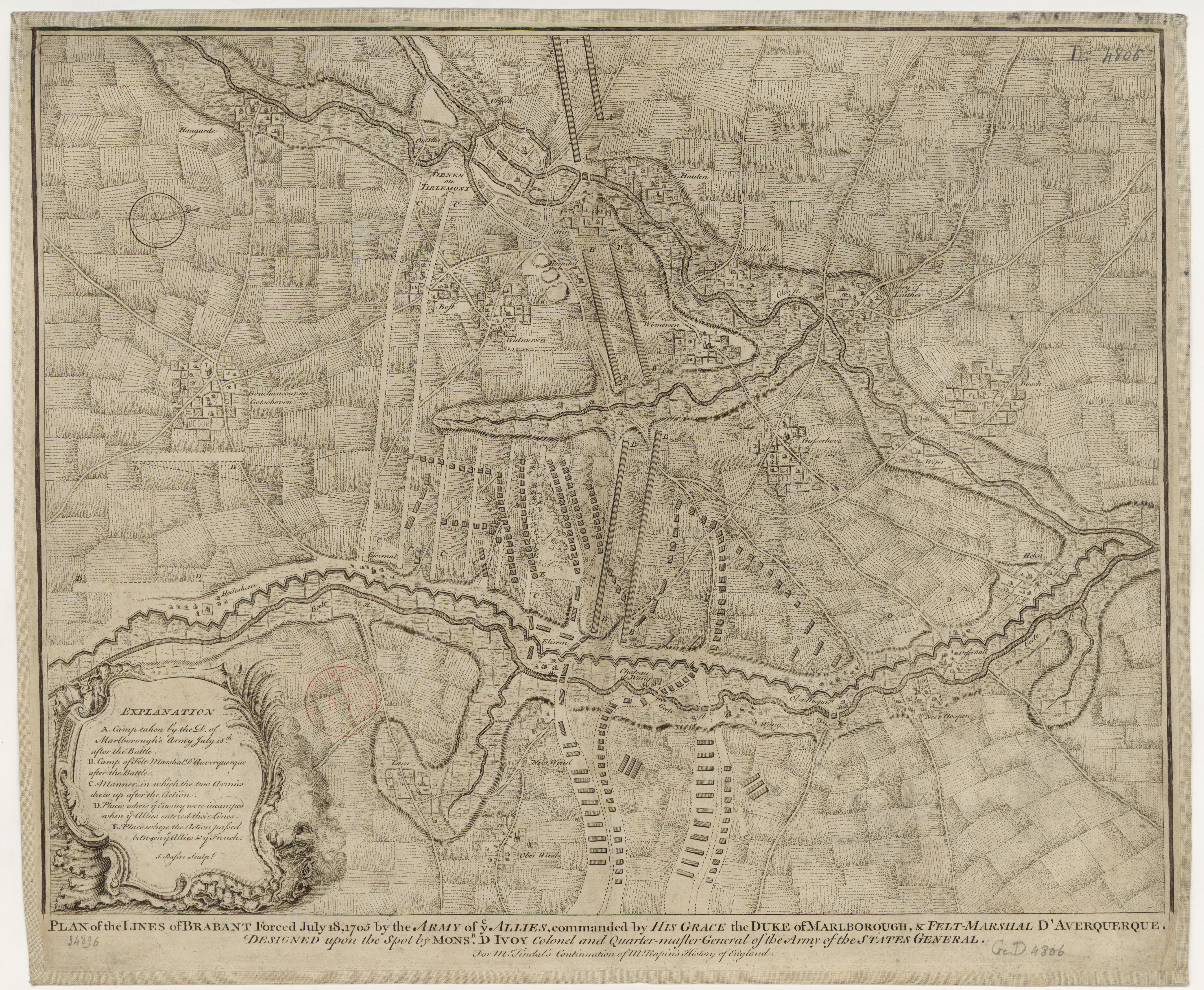
Карта сражения.

## Сражение
Ночью он двинулся со своими английскими и шотландскими контингентами на север к небольшой деревушке Эликсем (нем. Эликсхайм), где присоединился к голландскому отряду Нуаеля, накануне без боя прорвшему позиции противника у Овер- и Недерхеспена.
После кавалерийского боя, в котором лично участвовал Мальборо, союзникам удалось с большими потерями разогнать французские эскадроны. Затем голландская кавалерия под командованием Хомпеша захватила французскую артиллерию. При поддержке пехоты, построенной в каре, французская кавалерия попыталась отойти, но вторая атака окончательно разгромила ее. Французские каре, преследуемые и постоянно подвергавшиеся конным атакам со всех сторон, успешно отступили. Так как союзникам удалось прорвать линии, Виллеруа отвел свою армию на запад, за реку Диль. 

## После сражения
Не имея возможности с какой-либо силой преследовать французов в день сражения из-за истощения своих людей, которые всю ночь маршировали, а затем вели интенсивный бой, Мальборо тем не менее всё же надеялся вызвать Вильруа на бой. Он предпринял обходное движение к западу от линий с 80-тысячным войском, чтобы отрезать Вильруа от Брюсселя. Последовал месяц утомительных маневров. И когда Мальборо приказал атаковать французов на их сильных позициях у Диля, недалеко от Ватерлоо, но на это наложили вето голландские генералы, в первую очередь Слангенбург. Голландские генералы отказались одобрить атаку, поскольку считали, что 70-тысячная французская армия слишком хорошо укрепилась. Мальборо в этой связи обвинил Слангенбурга в препятствовании, после чего голландец выразил сомнение в его пригодности на должность верховного главнокомандующего. Разногласия между союзными генералами были настолько велики, что возникла угроза политического кризиса между Голландской республикой и Англией. Конфликт удалось уладить, но герцог был вынужден довольствоваться захватом крепости Заутлеу (нидерл. Zoutleeuw) и выравниванием линий Брабанта между Заутлеу и Маасом.